# 스컬프트리스
스컬프트리스(Sculptris)는 모델링 클레이의 개념에 주로 초점을 두고 있는 가상 조각 소프트웨어 프로그램의 하나이다. 2009년 12월 초에 활발히 개발되기 시작하여, 2011년 가장 최근판을 내놓았다.
사용자는 가상 클레이에 pull, push, pinch, twist를 처리할 수 있다.
더 자세한 묘사를 위해 3D 메시(.obj)를 프로그램으로 가져온 다음 노멀 맵이나 디스플레이스먼트 맵을 만들 수 있다.
2010년 7월 말에 스컬프트리스의 발명가 Tomas Pettersson이 픽솔로직 팀(ZBrush의 개발팀)에 참여하여 스컬프트리스의 개발을 맡게 되었다. 2014년 3월 전에 잠시 동안 픽솔로직을 떠나있기도 했다.

## 기능
- 조각
- 동적 쪽매맞춤(Dynamic tessellation)
- UV 텍스처 페인팅
- 공동 페인팅(cavity painting)

## 같이 보기
- ZBrush
- 머드박스
- 블렌더 (소프트웨어)